# Huey Lewis
Huey Lewis, nome artístico de Hugh Anthony Cregg III (Nova Iorque, 5 de julho de 1950), é um cantor, letrista e ocasionalmente, ator norte-americano. Também conhecido como Hughie Louis entre 1972-1976, Huey Louis entre 1977-1978 e Huey Harp, em 1978.

## Carreira de ator
Lewis fez aparições em alguns filmes. Sua primeira aparição foi em De volta para o futuro, 1985, como um juiz da audição da escola de Hill Valley.
A banda Huey Lewis and The News gravou o clipe musical The Power of Love, além da canção Back in Time, ambos pertencentes à Trilha sonora de De volta para o futuro.
Em 1992, Lewis fez o papel de marido de Reba McEntire no longa-metragem "Is There Life Out There".
Em 1998 aparece no filme Esfera (Sphere) de Barry Levinson, no papel de piloto de helicóptero que leva Dustin Hoffman a uma base americana.
Em 2000 fez o papel de Ricky Dean no filme Duets.
Também participou em diversas séries e filmes para TV.

## Discografia
A discografia abaixo mostra apenas trabalhos de Huey Lewis como artista solo.

### Álbuns
- Trilha sonora de Oliver & Company (1988)
- Come Together: America Salutes The Beatles (1995)
- Trilha sonora de Duets (2000) #102 EUA (#16 Billboard Top Soundtracks)
- Trilha sonora de Segurando as Pontas (2002)

### Singles
| Ano  | Single                                    | Posições | Posições                   | Posições    | Posições          | Álbum                                     |
| Ano  | Single                                    | EUA      | Adult contemporary dos EUA | Country EUA | Country do Canadá | Álbum                                     |
| ---- | ----------------------------------------- | -------- | -------------------------- | ----------- | ----------------- | ----------------------------------------- |
| 2000 | "Cruisin'" (com Gwyneth Paltrow)          | 109      | 1                          |             |                   | Duets (trilha sonora)                     |
| 2008 | "Workin' for a Livin'" (com Garth Brooks) | 115      |                            | 19          | 19                | The Ultimate Hits (Álbum de Garth Brooks) |